# Rai 5
«Rai 5» (Ра́й Чи́нквэ) — итальянский телеканал, пятый канал государственной телерадиовещательной корпорации «Rai». Позиционируется как посвящённый культуре и искусству. Транслирует документальные фильмы, репортажи и развлекательные программы (музыку, танец, театр).

## История
«Rai 5» начал вещание 26 ноября 2010, заняв место телеканала «Rai Extra».
С 19 сентября 2016 года начал вещание в HDTV формате.

## Сотрудничество с «Ла Скала»
На канале можно было посмотреть прямые трансляции таких опер из театра «Ла Скала», как «Валькирия» (7 декабря 2010 года, причём о предстоящей трансляции было объявлено ещё до открытия канала), «Дон Жуан» (декабрь 2011), «Травиату» (декабрь 2012)
Причём после «Дон Жуана» в декабре 2011 года газеты писали, что трансляцию посмотрели более полумиллиона человек (пиковые значения: 554731 зритель в 21:38, ближе к концу, и 3,6% аудитории в 18:06), побив результат прошлогодней «Валькирии» в 169 тысяч зрителей). Также в 2011 году телекомпания «Rai» подписала с «Ла Скала» трёхгодичное соглашение на трансляцию нескольких постановок, включая открытие сезона.
«Травиата» же в декабре 2013 года побила и этот рекорд, достигнув значения в 650 тысяч зрителей и 3,26% аудитории.

## Технические данные
«Логический номер» телеканала (присвоенный ему в Италии порядковый номер) — 23. В Италии его можно принимать в эфире в составе цифрового мультиплекса «RAI Mux 4».